# Enrique Borrelli
Enrique Ezequiel Borrelli (Capital Federeal, Buenos Aires, Argentina, 8 de abril de 1962) es un exfutbolista argentino. Jugaba de mediocampista y su primer equipo fue Chacarita Juniors. Fue ayudante de Américo Rubén Gallego en el Club Atlético Independiente.

## Trayectoria
Luego de la renuncia de Cristian Díaz como DT de Independiente, tras la derrota 2-0 frente a Arsenal. Entonces, mientras el presidente Javier Cantero cerraba el regreso del "Tolo" Gallego a la institución de Avellaneda, Enrique era designado por el mismo Tolo para dirigir el partido de vuelta por la Copa Bridgestone Sudamericana frente a Boca, el partido finalizaría 0-0, clasificando a los Rojos a los octavos de final. Al tomar el mando Américo Gallego, Enrique pasa a ser su asistente.

Como coordinador hizo surgir muchos jugadores gracias a su excelente captación. Algunos de sus jugadores observador fueron: Ignacio Piatti, Nicolás Blandi, Juan Manuel Insaurralde, Diego Rivero, Sebastián Romero, Matías Delgado, Patricio Rodríguez, Julián Velázquez, Leonel Galeano, Martín Benítez, Patricio Vidal, Ismael Sosa, Fede Mancuello, Sergio Vittor, Nehuen Pérez, Fausto Vera, Camilo Villarreal, Lisandro Martínez, Carlos Rotondi, Juan Sforza, Enzo Cabrera,  entre muchos otros son algunos de los futbolistas surgidos bajo la captación de Borrelli. Trabajo en Independiente, Argentinos Juniors y el Club Atlético Newell's Old Boys, entre otros. A Paulo Dybala lo llevaron a Rosario pero no pudo resolver el pase con Instituto de Córdoba.